# 西班牙国铁594型柴油动车组
西班牙国铁594型柴油动车组（西班牙语原名：Serie 594 de Renfe）是西班牙国家铁路使用的一型两节编组的柴油客运动车组，由西班牙企业“铁路建设和协助公司”通过购买生产许可证的形式进行制造。原型车是丹麦的“城际3型柴油动车组”，这两型动车组均属“橡胶头动车组”系列。“西班牙国铁594型柴油动车组”主要在非电气化铁路上提供区域列车服务。包括“西班牙国铁594型柴油动车组”在内的“橡胶头动车组”系列主要特点是两端车头处使用橡胶外框且两端驾驶台同时为可开启车门（此处车门亦十分宽敞），使得在重联运行时车内人员可在重联后的动车组的所有车厢间走动，“西班牙国铁594型柴油动车组”最多可一次将5列同型动车组重联运行。。

## 图片集

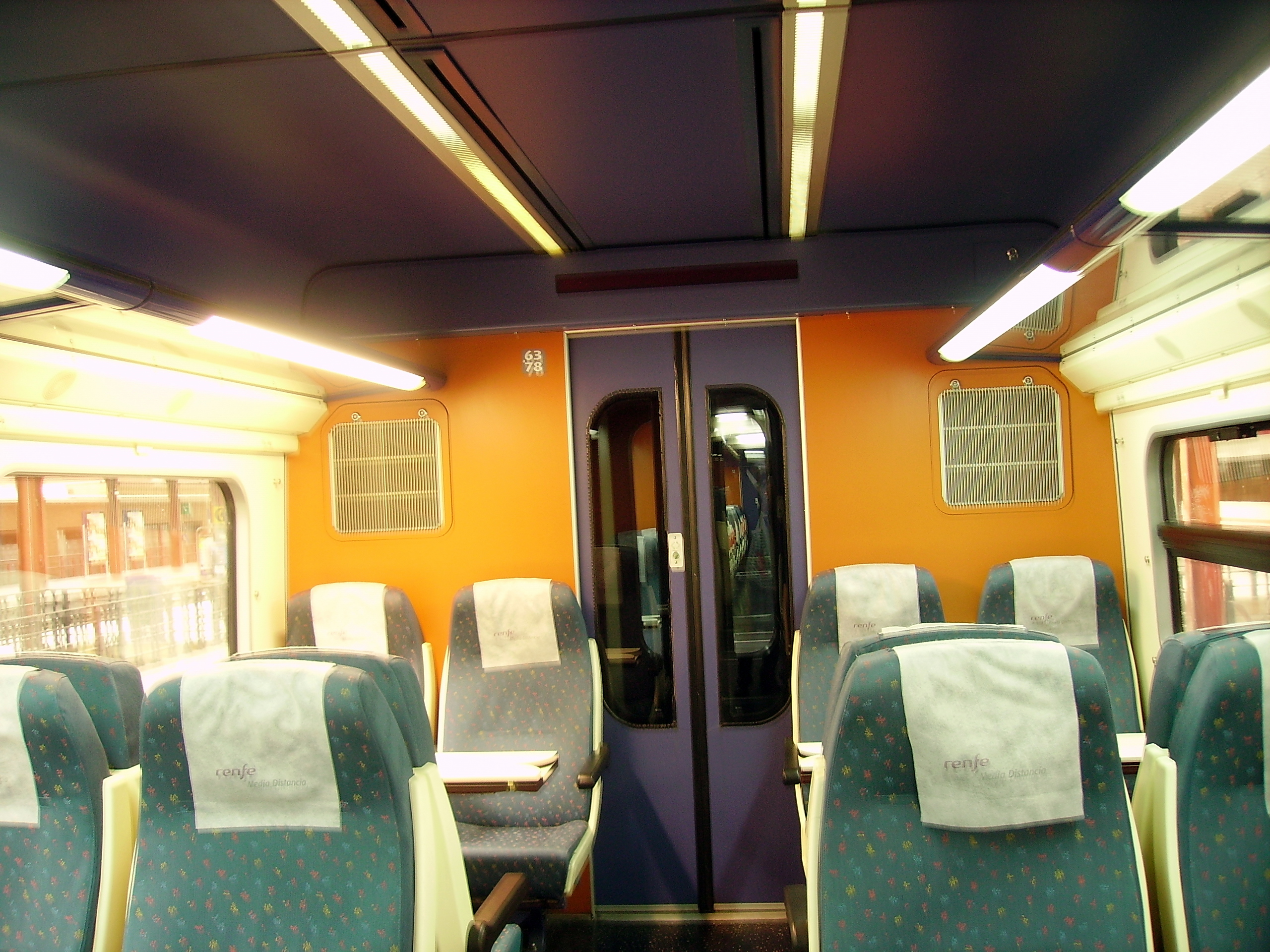
2008年5月9日时的车厢内部
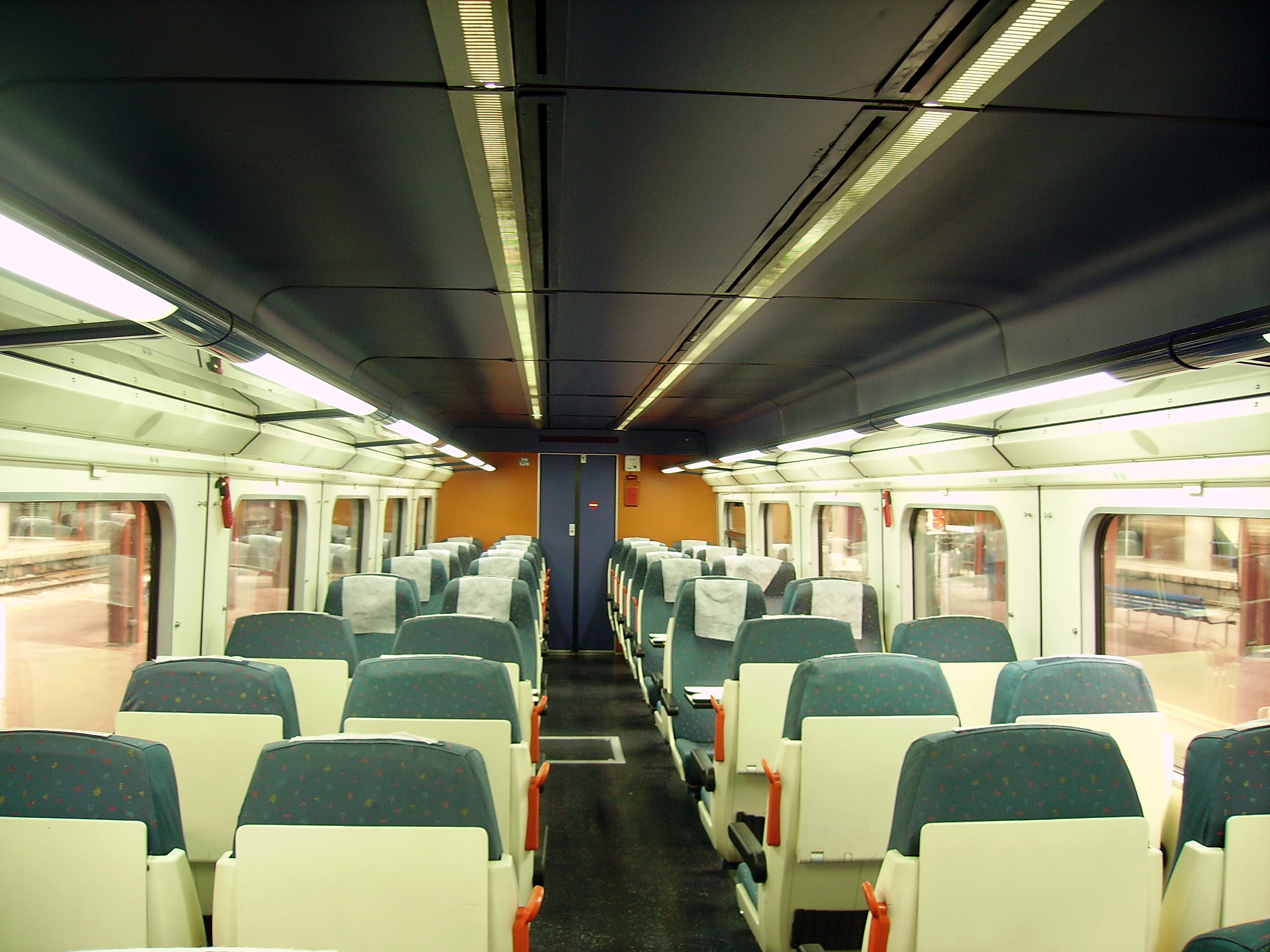
2008年5月9日时的车厢内部
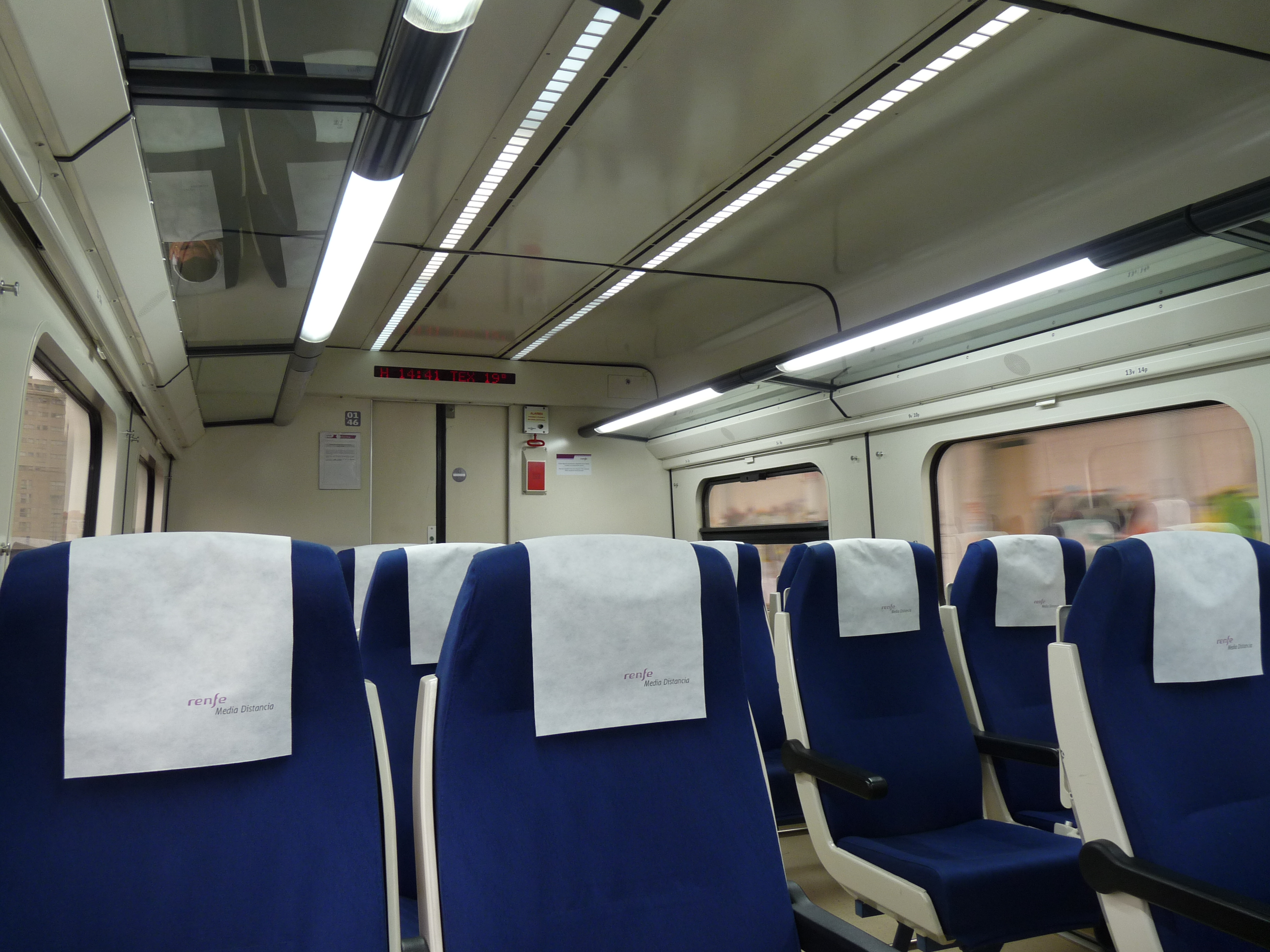
翻新后的车厢内部（2015年8月16日拍摄）